# Klokot
Klokot (in serbo Клокот?, Klokot; in albanese Kllokot) è un comune del distretto di Gjilan nel Kosovo sudorientale. Il comune è stato istituito l'8 gennaio 2010, distaccando alcuni centri abitati dal comune di Vitina. La sede comunale è la cittadina omonima.

## Geografia fisica
Klokot si trova nella regione geografica denominata Kosovo Pomoravlje, nella parte sudorientale del Kosovo.

## Storia
Il 16 agosto 1999, dopo la guerra del Kosovo, un attacco condotto per mezzo di un mortaio ad opera di albanesi uccise due civili serbi nel paese. Nello stesso mese c'erano già stati due attacchi con un mortaio.
Nell'agosto 2003, degli ordigni esplosivi collocati a Klokot distrussero cinque case serbe, con diversi feriti, tra i quali due soldati americani della KFOR.
il comune di Klokot è stato ufficialmente istituito l'8 gennaio 2010, distaccandolo da quello di Vitina. Questo comune, come le altre municipalità del Kosovo fondate dopo la dichiarazione d'indipendenza del 2008, non è riconosciuto dal governo della Serbia, che lo considera ancora facente parte di Vitina. Il comune è stato formato sulla base del piano Ahtisaari per la decentralizzazione del Kosovo, che richiedeva la formazione di un comune a maggioranza serba nel territorio di Vitina.
Tra il 2014 e il marzo del 2016 30 famiglie serbe con 124 membri abbandonarono il comune . Nel dicembre 2016, due giovani serbi del posto furono accoltellati da un gruppo di sei albanesi. La settimana prima, la casa di una famiglia serba che era tornata dopo essere emigrata era stata bruciata completamente.
Si prevede che il comune farà parte della comunità dei comuni serbi, secondo quanto previsto dagli accordi di Bruxelles del 2013.

## Economia
L'economia del comune è basata principalmente sulle risorse naturali (per lo più acque minerali), sul turismo (due stabilimenti termali privati), sull'agricoltura e su piccoli commerci. Klokot ha diverse importanti sorgenti d'acqua calda che scaturiscono alla temperatura di 32 °C.

## Monumenti e luoghi d'interesse
Nel comune si trovano quattro chiese ortodosse serbe. La chiesa di Grnčar fu minata e distrutta durante la guerra del Kosovo, ed è stata poi completamente ricostruita. Nel villaggio di Mogila si trova una moschea che non è stata danneggiata dal conflitto.

## Amministrazione
Le prime elezioni comunali si sono tenute il 15 novembre 2009. Sebbene il governo serbo non le riconoscesse, il 25,4% degli elettori, in maggioranza serbi, vi parteciparono. Fu eletto sindaco Saša Mirković, di etnia serba. Dei 15 membri del consiglio comunale, 10 furono eletti dal Partito Liberale Indipendente, e 5 dall'albanese Lega Democratica del Kosovo. Nel novembre 2017, Božidar Dejanović della Lista Serba divenne il nuovo sindaco di Klokot.

### Insediamenti
Oltre alla cittadina di Klokot, il comune comprende i seguenti villaggi (è riportata prima la denominazione in serbo, poi quella in albanese):
- Mogila (Могила) / Mogillë
- Vrbovac (Врбовац) / Vërboc
- Grnčar (Грнчар) / Gërnçar

## Società

### Evoluzione demografica
Il comune di Klokot ha una maggioranza di serbi e una minoranza di albanesi. Lo European Centre for Minority Issues (ECMI) ha calcolato, sulla base di stime del 2010 e del 2013, che il comune di Klokot sia abitato da 3500 serbi (il 71,23% della popolazione). Si stima che la cittadina di Klokot avesse 1 500 abitanti prima della guerra del Kosovo (1998-99) e 1200 nel 2001.
Secondo il censimento del 2011, che non è affidabile a causa del boicottaggio parziale da parte dei serbi e di altre minoranze, il centro abitato di Klokot aveva 1 064 abitanti, di cui 616 serbi (57,89%), 446 albanesi (41,91%) e 2 di altre nazionalità; il comune aveva 2 556 abitanti, di cui 1362 albanesi (53,29%), 1177 serbi (40,05%), 9 rom (0,35%), 1 turco (0,04%) e 7 di nazionalità altra o non specificata (0,27%). È stato stimato che il numero di abitanti dell'attuale comune di Klokot fosse di circa 5 000 persone prima della guerra del Kosovo.

## Galleria d'immagini

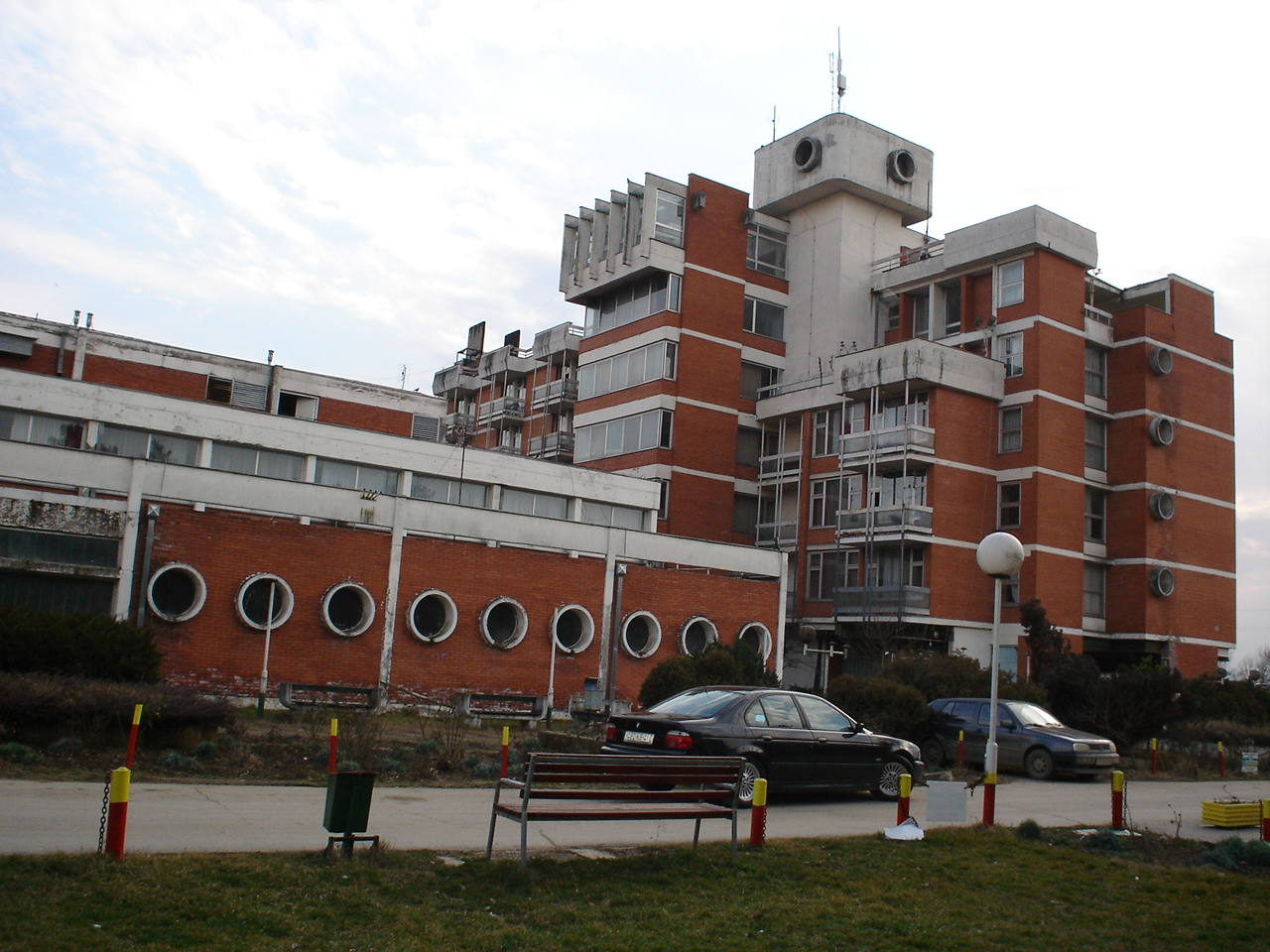
Stabilimento termale a Klokot
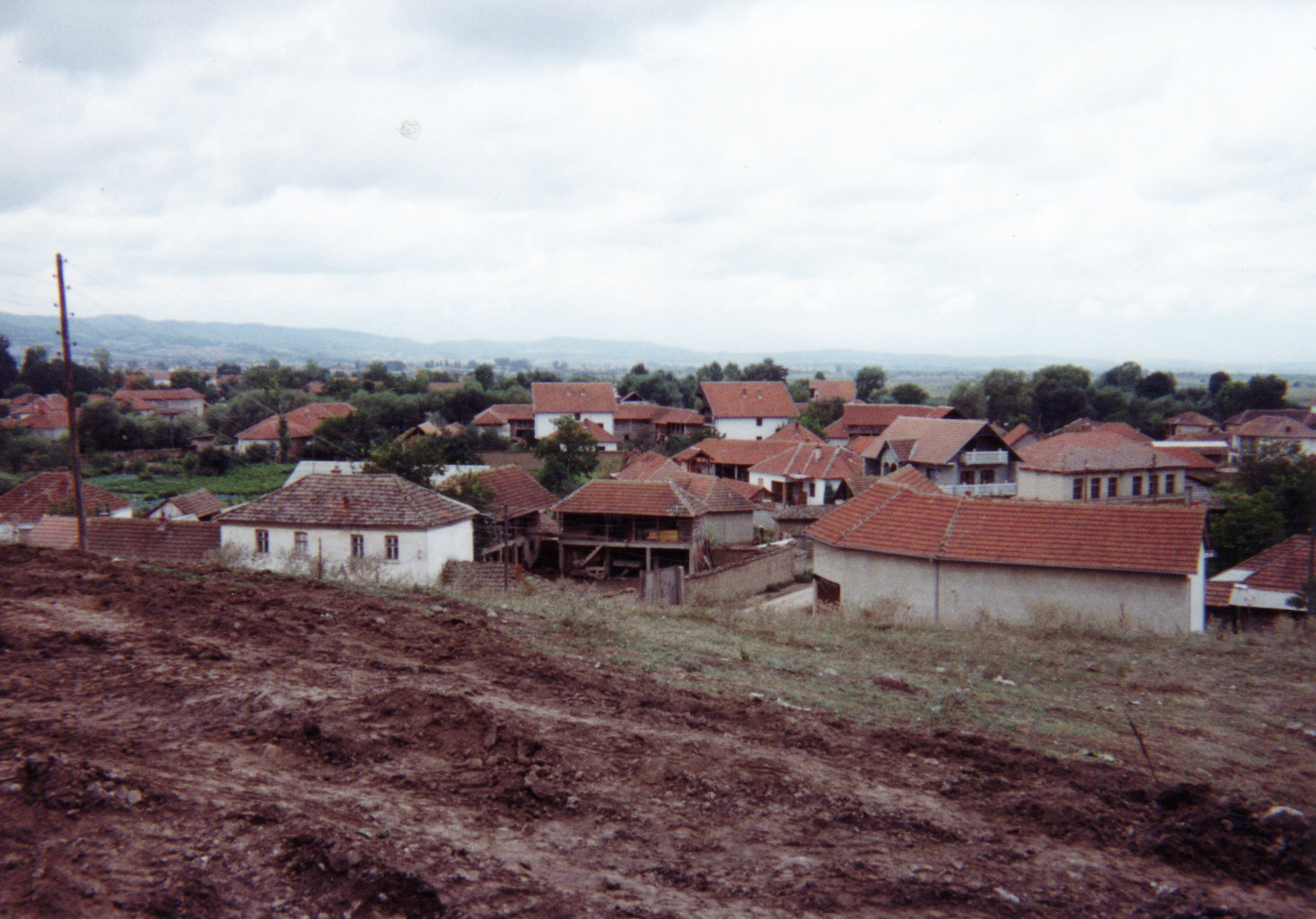
Abitazioni di Klokot
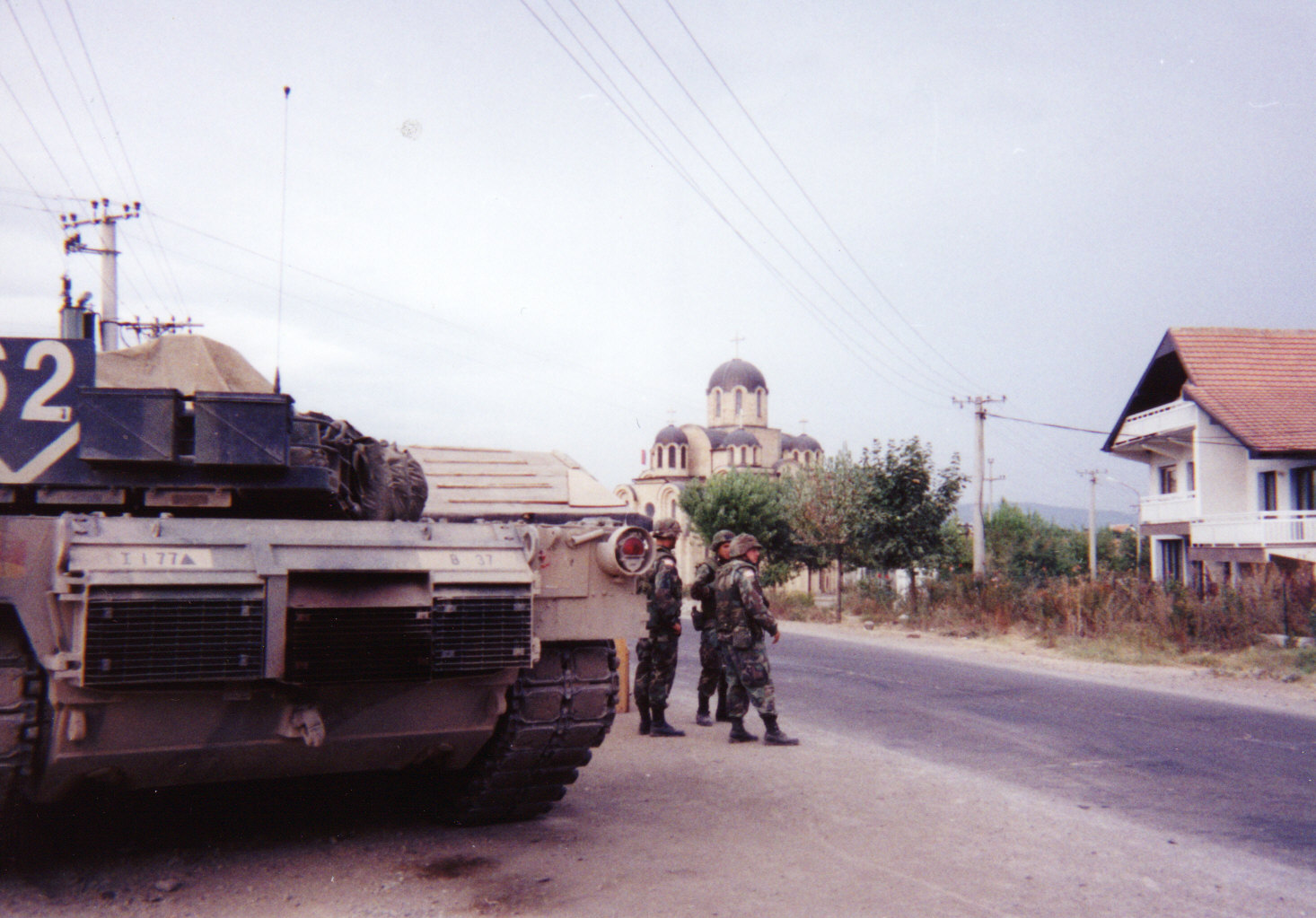
Soldati della KFOR a Klokot nel 1999